# Autoba radda
Autoba radda là một loài bướm đêm trong họ Erebidae.